# Raphaël Cahen
Raphaël Cahen (* 12. August 1982 in Karthago, Tunesien) ist ein in Frankreich und Deutschland ausgebildeter Rechtshistoriker. Er lehrte an der Universität Aix-Marseille, der Ludwig-Maximilians-Universität in München, den Universitäten Universität La Rochelle und Orléans sowie an der Vrije Universiteit Brüssel (VUB).

## Biographie
Cahen wurde 1982 als Sohn des Mathematikers Paul-Jean Cahen geboren. Er ist ein Urenkel von Henri Martineau.
Er studierte Geschichte, Rechts- und Politikwissenschaften an der Universität Aix-Marseille, der LMU München und der Universität Perugia. Seine deutsch-französische Promotion absolvierte er unter der Leitung von Michel Ganzin, Eric Gasparini und Henning Ottmann mit einer Dissertation über das politische Denken von Friedrich von Gentz, die er 2014 summa cum laude verteidigte. Für seine Studie wurde er unter anderem mit dem Montesquieu-Preis und dem Peiresc-Preis ausgezeichnet. Er hat zahlreiche Stipendien und Finanzierungen erhalten, um seine Forschungen im Bereich der Geschichte des Völkerrechts fortzusetzen. Dazu gehören unter anderem das Pegasus Incoming Marie Sklodowska-Curie Fellowship (2017–2020) und der Prix 2020 pour lʼAdministration de la Fondation Tilsit de lʼInstitut de France sowie das Stipendium der Canon Foundation. Dieses ermöglichte es ihm, in Japan zu forschen und eine Reihe von Vorträgen zu halten. Er war Mitbetreuer der Dissertation von Wouter de Rycke. Er ist wissenschaftlicher Mitarbeiter an der Justus-Liebig-Universität Gießen im Rahmen des TraCe-Projekts und Gastprofessor an der VUB.
Er ist verheiratet und hat zwei Kinder.

## Veröffentlichungen
- Friedrich Gentz (1764–1832) : Penseur post-Lumières et acteur du nouvel ordre européen. Berlin, Boston, De Gruyter Oldenbourg, 2017 (=Pariser Historische Studien 108), doi:10.1515/9783110455342
- Etienne-Denis Pasquier (1767–1862) : un parlementaire gallican sous la Restauration et la monarchie de Juillet. P. Allorant, R. Cahen & J.-B. Pierchon (dir.), Le Kremlin-Bicêtre, Mare & Martin, 2024.
- mit S. L. Kimble et al. (Hrsg.): Relations internationales et droit(s) :acteurs, institutions et législations comparées/Law(s) and international relations : Institutions, Actors and Comparative Legislation (1815–1914). Paris, A. Pedone, 2024.[5]
- R. Cahen, J. de Brouwer et al. (Hrsg.): Les Professeurs allemands en Belgique. Circulation des savoirs juridiques et enseignement du droit (1817–1914). Bruxelles, ASP, 2022.
- R. Cahen, N. Laurent-Bonne (Hrsg.): Joseph-Marie Portalis : diplomate, magistrat et législateur. Aix-en-Provence, Presses Universitaires d’Aix-Marseille (PUAM), 2020.